# Alžirski arapski
Alžirski arapski (ISO 639: arq), jedan od arapskih jezika kojim govori 22 400 000 ljudi na području Alžira (20 400 000; (1996; Hunter), Francuske (660 000), Nizozemske (60 000), Njemačke (26 000), Belgije (10 800; 1984 Time).
Postoji nekoliko dijalekata: alžirski, konstantinski, oranski. Govori se i na Saint Pierre i Miquelonu. Drugačiji je od saharskog arapskog

## Vanjske poveznice
- Ethnologue (14th)
- Ethnologue (15th)